# Adélio Dias Maciel
Adélio Dias Maciel (Patos de Minas, 18 de janeiro de 1889 — Patos de Minas, 9 de agosto de 1953) foi um político brasileiro. Exerceu o mandato de deputado federal constituinte por Minas Gerais em 1934.

## Início da Vida e Trajetória Política
Nascido em Patos de Minas (MG), Adélio Dias é filho de Adelaide Caixeta Maciel e Farnese Dias Maciel, coronel em sua cidade natal. Olegário Maciel, seu tio, foi deputado federal entre 1894 e 1910, senador no ano de 1930 e presidente do estado de Minas Gerais, de 1930 a 1933. Já Leopoldo Dias Maciel, seu irmão, foi deputado federal entre os anos 1947 e 1950, 1951 e 1955, 1961 e 1962 e, por fim, 1965 e 1966. Enquanto isso Lisânias Dias Maciel, seu primo, também foi deputado federal, mas pela Guanabara (1971-1975) e pelo estado do Rio de Janeiro (1975-1976, 1987-1991, 1991-1992), além de constituinte (1987-1988). 
Estudou no Ginásio Mineiro, em Ouro Preto (MG), o Ginásio Salesiano e o Colégio Dom Bosco em Cachoeira de Campos (MG). Maciel se formou no ano de 1914 na Faculdade de Medicina do Rio de Janeiro. Voltou à sua cidade, após finalizar o curso universitário, e passou a exercer sua profissão. 
Inciou a carreira política apenas no ano de 1918, quando se elegeu deputado estadual pelo estado de Minas Gerais. Foi reeleito nos períodos de 1923 a 1927 e de 1927 a 1930, além de integrar, por vários anos, a Comissão de Redação e Leus da Assembleia Mineira, ocupando em 1930 o posto de vice-presidente da casa.  Após a Revolução de 30, foi nomeado deputado pelo estado de Minas Gerais na Assembleia Nacional Constituinte. Depois de 1937, ano até o qual exerceu seu mandato de deputado federal pelo PP, em Minas Gerais, se afastou da política e voltou a dedicar-se inteiramente à medicina e ao seu posto no Hospital Antônio Dias. 
Voltou às atividades políticas após a queda de Getúlio Vargas e o término do Estado Novo, em outubro de 1945. Trabalhou a favor da conciliação das correntes políticas de família Borges com a sua, em Patos de Minas. 
Adélio Dias faleceu em sua cidade natal, no dia 9 de agosto do ano 1953. 